# Social-démocratie du royaume de Pologne et de Lituanie
La Social-démocratie du royaume de Pologne et de Lituanie (SDKPiL) est un parti politique marxiste polonais de la fin du XIXe siècle et du début du XXe siècle. Le parti portait le nom de Social-démocratie du royaume de Pologne (SDKP) au début et en changea en 1900.
Le parti fut créé en 1893 par des militants d'opposition actifs dans l'Alliance des travailleurs polonais (en polonais : Związek Robotników Polskich) et du Deuxième Prolétariat (en polonais : II Proletariat), qui s'allièrent la même année contre les positions indépendantistes du Parti socialiste polonais (PPS).
Le parti militait pour une révolution internationaliste des travailleurs, le renversement de l'ordre capitaliste, la liquidation des États nationaux et la mise en place d'un gouvernement du prolétariat. 
En décembre 1918, en s'unissant avec le Polska Partia Socjalistyczna – Lewica (PPS -La Gauche), le SDKPiL fusionne dans le Parti communiste de Pologne (jusqu'en 1925 sous le nom de "Parti communiste ouvrier de Pologne" (Komunistyczna Partia Robotnicza Polski, KPRP).

## Principaux dirigeants
Les personnalités les plus connues du parti se font reconnaître au niveau international pour leur participation aux congrès socialistes internationaux, puis à la Révolution russe de 1905 ou à la Révolution allemande. La principale théoricienne du parti était Rosa Luxemburg. Parmi les autres personnalités connues, il y a eu Leo Jogiches, Julian Marchlewski, Adolf Warski (en), Félix Dzerjinski ainsi que son épouse Zofia Dzierżyńska (pl) née Muszkat, Józef Unszlicht (en), Karl Radek ainsi que Jakub Hanecki. 

## Création du parti
Le parti est créé en 1893, comme regroupement de marxistes internationalistes. L'une de ses origines était l'Alliance des travailleurs polonais, dont une partie des militants refusaient le soutien aux revendications nationalistes contenues dans le programme du PPS. Le résultat fut la création de la SDKP par ces militants et ceux du Deuxième Prolétariat. Les différences entre PPS et SDKP vont se creuser lors du Congrès international socialiste quand la délégation polonaise (menée par Ignacy Daszyński) a refusé d'occuper sa place aux côtés d'entre autres Rosa Luxemburg. La même chose se passa lors du Congrès de 1896, allant jusqu'à un conflit ouvert entre Rosa Luxemburg et Józef Piłsudski, représentant le PPS. La raison du conflit était la question de l'indépendance de la Pologne. 

## Unification avec l'Alliance des travailleurs de Lituanie
La SDKP était plus un parti représentant des travailleurs originaires d'une région géographique déterminée plus que représentant les travailleurs de tout le pays. En 1899, pour cette raison, le parti s'unifie avec l'Alliance des travailleurs de Lituanie. Cela fut rendu possible grâce aux efforts de Félix Dzerjinski, futur dirigeant de la Tchéka bolchévique. La SDKP change en conséquence de nom et devient la Social-démocratie du royaume de Pologne et de Lituanie (SDKPiL). Le nouveau regroupement fut satisfait de l'effet que l'unification eut, augmentant la popularité du parti et l'afflux de nouvelles recrues, principalement grâce à l'activisme de Dzerjinski à Varsovie, avant son arrestation par la police tsariste.
De 1902 à 1910, le parti publie la revue théorique Przegląd Socjaldemokratyczny.

## Rupture entre bolchéviks et mencheviks
La SDKPiL se considérant comme faisant partie de la social-démocratie slave, le parti prit part au Congrès du Parti ouvrier social-démocrate de Russie qui eut lieu en 1903 à Londres. Lors de ce congrès eut lieu la célèbre rupture dans le mouvement entre les mencheviks (minoritaires) et bolcheviks (majoritaires). Le SDKPiL garda son autonomie vis-à-vis de ce débat, même si plus tard, les bolchéviks commencèrent à faire de la propagande pour la « dictature démocratique du prolétariat et de la paysannerie », ce que les révolutionnaires de la SDKPiL rejetèrent. Vladimir Lénine et les bolchéviks russes portaient en haute estime l'internationalisme du SDKPiL et le considéraient comme le seul parti marxiste de Pologne. Mais Leon Jogiches et Rosa Luxemburg étaient très critiques des bolchéviks.

## Guerre et révolution
La SDKPiL fut l'une des principales organisations à avoir pris part aux événements causés par la guerre russo-japonaise et plus tard pendant la Révolution russe de 1905, au cours de laquelle Leo Jogiches et Rosa Luxemburg furent arrêtés. La SDKPiL prônait un fort défaitisme opposé à l'État tsariste, ce qui le différenciait du PPS, qui adopta une attitude pro-japonaise. Le parti va collaborer avec le Bund et l'aile gauche du PPS. Pendant ce temps, Rosa Luxemburg sortit de prison et commença à théoriser la « grève de masse ».
La période post-révolutionnaire se caractérise par un rejet de la gauche par les masses, ce qui crée des dissensions dans le parti. La SDKPiL était très fortement liée au Parti russe, les problèmes du parti russe se plaquant sur la situation du parti polono-lituanien. Lors du 5e Congrès du Parti social-démocrate russe de Londres de 1907, Jogiches et Warszawski sont nommés au Comité central, où ils adoptèrent des positions pro-bolchéviks. Les années suivantes néanmoins, le parti russe n'eut pas d'activité comme une organisation cohérente ; de ce fait, la SDKPiL se distancia de la fraction russe. En 1911, il y eut une scission dans le parti, lors duquel le comité de Varsovie se sépara du comité central dominé par Jogiches.

## Première Guerre mondiale
En dépit de nombreuses divisions, le parti tout entier accepta la position internationaliste vis-à-vis du conflit. Le 2 août 1914, le comité de Varsovie organisa une conférence de toutes les fractions révolutionnaires, à laquelle prit aussi part le comité central, le PPS de gauche et le Bund. Ils appelèrent ensemble à la fin de la guerre impérialiste et à la prise du pouvoir d'État par le prolétariat. Toutefois, la tentative de coordination entre les divers groupes échoua. Malgré cela, durant la guerre, toutes les fractions militèrent dans le courant pacifiste, entrant dans le mouvement zimmerwaldien. Le 4 novembre 1916 eut lieu le Congrès du parti, lors duquel fut décidée la réunion des fractions et l'élection d'un nouveau comité central.

## Fin du parti
Après la révolution d'Octobre, l'État russe lança le Manifeste du 30 mars, qui accordait le droit à la Pologne à un statut d'autonomie, alors que le Soviet de Petrograd accordait à la Pologne le droit à l'indépendance. À la fin de la guerre, de nombreux militants de la SDKPiL prirent part aux différents mouvements révolutionnaires secouant l'Europe. Luxemburg et Leo Jogiches furent à la tête du Parti communiste d'Allemagne, Dzerjinski, Radek et Hanecki prirent part à la révolution d'octobre et prirent des positions importantes dans l'État soviétique. En décembre 1918, une série de rapprochements eurent lieu avec l'extrême gauche du PPS, rapprochements qui donnèrent naissance au Parti communiste de Pologne.